# Geometria euclidiana

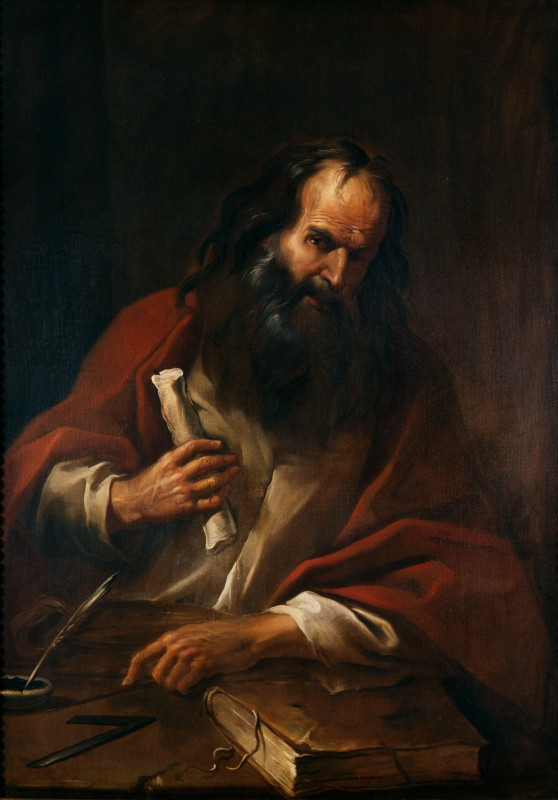
Euclides d'Alexandria

La geometria euclidiana és la part de la geometria que estudia els objectes o figures i les seves relacions en un espai on es compleixen els cinc postulats d'Euclides i les cinc nocions comunes. Aquests postulats i nocions comunes varen ser recollides en un tractat de geometria escrit per Euclides d'Alexandria, que constava de tretze llibres i que es deia els Elements.
La característica fonamental de la geometria euclidiana és, pel cas del pla, l'existència i unicitat d'una recta paral·lela a un recta donada que passi per un punt determinat exterior a la recta. Per a dimensions superiors, es poden enunciar proposicions anàlogues.

## Les nocions comunes i els postulats d'Euclides

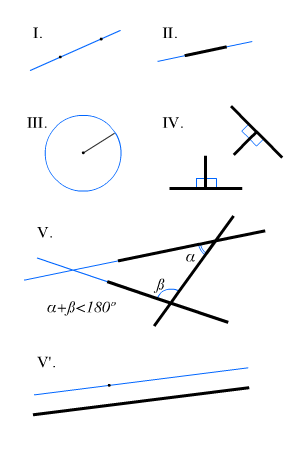
Els cinc postulats d'Euclides (I, II, III, IV i V) i el postulat de les paral·leles (V'), que tradicionalment ha substituït el cinquè postulat d'Euclides

Les cinc nocions comunes enunciades per Euclides fan referència a la magnitud. Serveixen per a calcular la longitud de rectes, angles, àrees, arcs de circumferència, etc.
Les cinc nocions comunes són:
1. Coses iguals a una mateixa cosa, són iguals entre si.
2. Si a coses iguals s'afegeixen coses iguals, els totals seran iguals.
3. Si de coses iguals se'n resten coses iguals, les diferències seran iguals.
4. Coses iguals que coincideixin a una tercera són iguals entre si.
5. El tot és major que les parts.

Els cinc postulats d'Euclides són enunciats senzills i evidents de la geometria plana. El fet que siguin evidents en fa impossible una demostració absolutament rigorosa i s'admeten com a certs sense necessitat de demostrar-los.
Els cinc postulats són els següents:
1. Dos punts diferents es poden unir per un segment rectilini.
2. Un segment rectilini pot ser allargat indefinidament mitjançant una recta.
3. Donats un segment rectilini i un punt qualssevol, existeix una circumferència de centre en aquest punt i radi en el segment donat.
4. Tots els angles rectes són iguals.
5. Si dues rectes intersequen amb una tercera, de manera que la suma dels angles interiors a un costat és menor de dos angles rectes, llavors les dues rectes inevitablement es tallen en el mateix costat si s'allarguen suficientment.

El cinquè postulat, anomenat de les paral·leles, tradicionalment s'ha substituït pel postulat equivalent, també anomenat axioma de Playfair: Donats una recta i un punt exterior a la recta, existeix una única recta que conté aquest punt i que és paral·lela a la recta donada.
Més endavant es va veure que faltaven postulats. Per exemple, Euclides assumeix que una recta conté almenys dos punts. Aquest resultat, que no pot ser deduït dels cinc postulats anteriors, és doncs necessàriament, un altre postulat. Aquest fet va fer que, a partir del segle xix, es proposessin nous sistemes axiomàtics més consistents. Els més coneguts són els de Hilbert, Birkhoff i Tarski.

## Els Elements

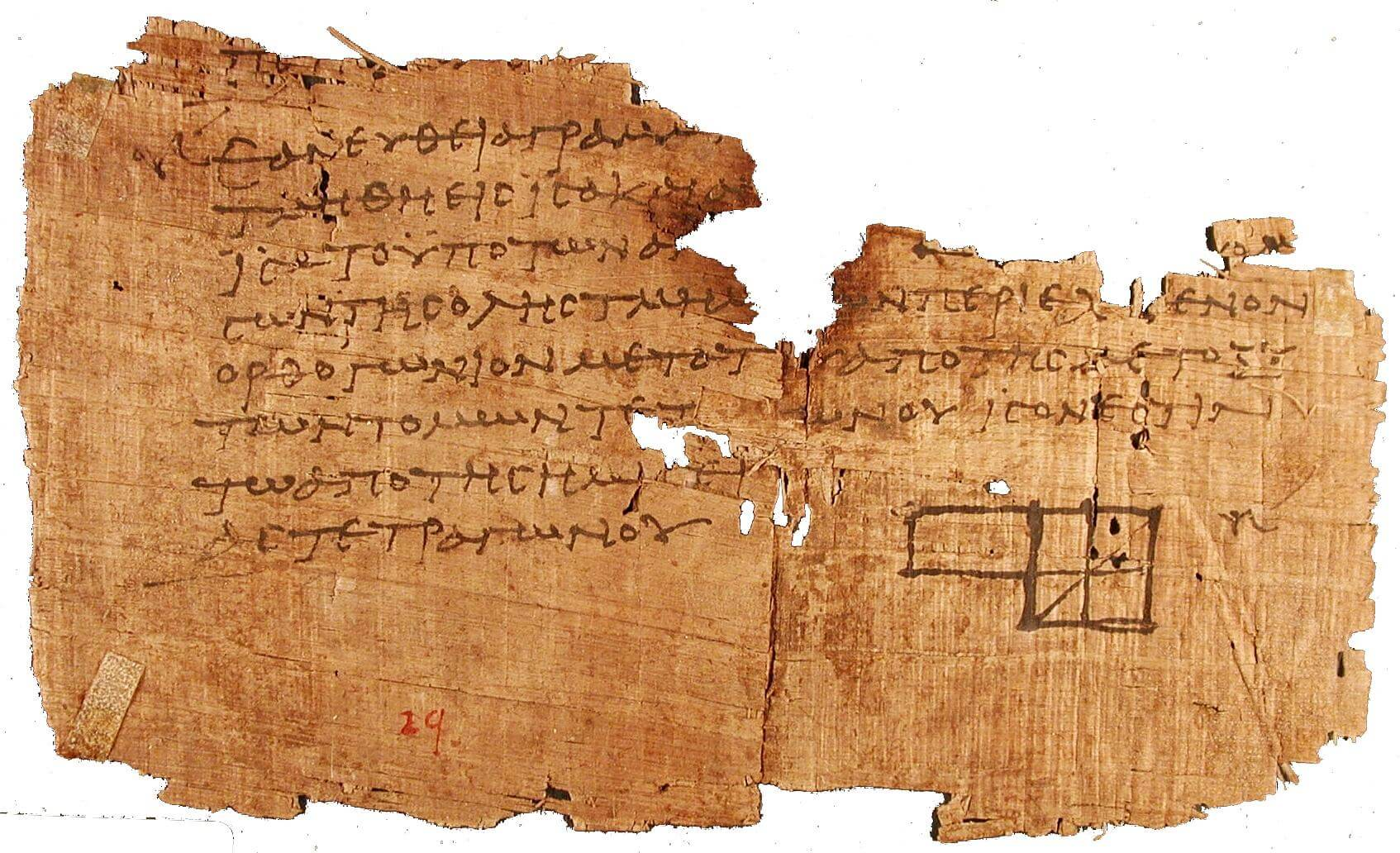
Fragment dEls elements d'Euclides, escrit en papir, trobat al jaciment d'Oxirrinc (Oxyrhynchus), Egipto

Els Elements és un tractat de geometria escrit per Euclides d'Alexandria a principis del segle iii aC, en què es descriu el primer sistema formal de geometria. Ha sigut un dels llibres més influents i revolucionaris en les matemàtiques, tant pel mètode utilitzat com pel seu contingut. El mètode consistia a assumir com a certs una petita llista d'enunciats (postulats o axiomes) i a partir d'aquests deduir altres propietats més complexes. Encara que molts dels resultats que apareixen als Elements ja eren coneguts per matemàtics anteriors a Euclides, és ell el primer que els inclou tots dins d'una mateixa estructura lògica de la qual pot ser deduïda la veracitat.
El llibre tracta de la geometria plana, de sòlids en tres dimensions i fa una extensa discussió sobre les magnituds des d'un punt de vista geomètric. Amb posterioritat, algun d'aquests resultats formarà part del que es coneix com a teoria de nombres.

## El postulat de les paral·leles
Dels cinc postulats d'Euclides, n'hi ha un que sobresurt respecte als altres per la seva complexitat. Mentre que els quatre primers són nocions molt simples i evidents, la veracitat del cinquè postulat és, a priori, més discutible. D'aquest fet, se'n van adonar molts matemàtics que creien que era possible deduir-lo dels quatre anteriors i, per tant, podia ser eliminat.
Es creu que el mateix Euclides també n'era conscient, perquè estructura les proposicions dels Elements de manera que les primeres no necessiten el cinquè postulat per a ser demostrades, i les darreres sí.
Tots els intents posteriors van ser en va. Fins al 1763, es van publicar almenys 28 demostracions diferents del cinquè postulat, però totes eren incorrectes.

## La geometria euclidiana analítica
Gràcies a Descartes i l'ús de coordenades, a partir del segle xvii, va ser possible començar a estudiar la geometria utilitzant els principis de l'àlgebra. Va ser un fet revolucionari que va permetre descobrir nous resultats i facilitar-ne la demostració d'altres. Eren els inicis de la geometria analítica.

## Extensió a altres dimensions
Tot i que els postulats d'Euclides eren per la geometria plana, es podien estendre a tres dimensions fent reformulacions anàlogues.
Per exemple, el tercer postulat diu: Donats un segment rectilini i un punt qualssevol, existeix una circumferència de centre amb aquest punt i radi el segment donat. Aquest postulat pot ser reformulat en l'espai de tres dimensions de la manera següent: Donats un segment rectilini i un punt qualssevol, existeix una esfera de centre amb aquest punt i radi el segment donat.
Per a dimensions superiors, el procediment és similar i se'n poden deduir resultats equivalents.

## La geometria no euclidiana
L'enigma al voltant del postulat de les paral·leles va ser resolt definitivament el 1829 pel matemàtic rus Lobachevsky en publicar un tractat de geometria hiperbòlica. Fins aquell moment i durant més de dos mil anys, l'adjectiu euclidiana per referir-nos a la geometria havia sigut innecessari, car era l'únic tipus de geometria conegut.
La geometria hiperbòlica considera que, per un punt exterior a una recta, hi passen més d'una recta paral·lela. Posteriorment, Riemann, a més a més de treballar en la geometria hiperbòlica, va descobrir la geometria el·líptica, que estableix que, per un punt exterior a una recta, no hi passa cap recta paral·lela, o en altres paraules, que no existeixen rectes paral·leles. Naixia la geometria no euclidiana, que negava el cinquè postulat d'Euclides.
Definitivament, el cinquè postulat era necessari, ja que a partir d'un postulat alternatiu totalment diferent se'n podien deduir propietats i resultats geomètrics totalment consistents amb les noves regles lògiques.
Per exemple, l'enunciat que la suma dels angles d'un triangle és de 180° només és vàlid per a la geometria euclidiana. En la geometria hiperbòlica, aquesta suma és sempre inferior a 180° i pot aproximar-se a 0, mentre que en la geometria el·líptica la suma és superior a 180°.
El descobriment de la geometria no euclidiana va tenir implicacions en la física durant el segle xx. Per exemple, donada la limitació de la velocitat de la llum, la suma de velocitats necessita l'ús de la geometria hiperbòlica, i la teoria de la relativitat d'Einstein descriu l'espai normalment com una forma plana (és a dir, euclidià), però amb curvatura el·líptica (és a dir, no euclidià) en les regions properes on hi ha matèria.

## Tractament de l'infinit

### Objectes infinits
Euclides de vegades va distingir explícitament entre "línies finites" (per exemple, Postulat 2) i "línies infinites" (llibre I, proposició 12). Tanmateix, normalment no feia aquestes distincions tret que fossin necessàries. Els postulats no es refereixen explícitament a línies infinites, encara que, per exemple, alguns investigadors interpreten el postulat 3, existència d'un cercle amb qualsevol radi, com a implicant que l'espai és infinit.
La noció de quantitats infinitesimals havia estat prèviament discutida àmpliament per l'Escola Eleàtica, però ningú havia estat capaç de posar-les sobre una base lògica ferma, amb paradoxes com les de Zenó que es van produir que no s'havia resolt amb satisfacció universal. Euclides va utilitzar el mètode d'exhaustió en lloc dels infinitesimals.
Els investigadors antics posteriors, com Procle (410–485 d.C.), van tractar moltes qüestions sobre l'infinit com a qüestions que exigeixen una prova i, per exemple, Procle va afirmar demostrar la divisibilitat infinita d'una línia, basant-se en una demostració per contradicció en la qual va considerar els casos de nombres parells i senars de punts que la constituïen.
Al segle xx, Otto Stolz, Paul du Bois-Reymond, Giuseppe Veronese i altres van produir un treball controvertit sobre models de no arquimedians de geometria euclidiana, en la qual la distància entre dos punts pot ser infinita o infinitesimal, en el sentit Newton–Leibniz. Cinquanta anys més tard, Abraham Robinson va proporcionar una base lògica rigorosa per al treball de Veronese.

### Processos infinits
Els geòmetres antics poden haver considerat el postulat paral·lel –que dues línies paral·leles no es tallen mai– menys cert que les altres perquè fa una afirmació sobre regions infinitament remotes de l'espai i, per tant, no es pot verificar físicament.
La formulació moderna de demostració per inducció no es va desenvolupar fins al segle xvii, però alguns investigadors posteriors la consideren implícita en algunes de les demostracions d'Euclides, per exemple, la demostració de la infinitud de nombres primers.
Les suposades paradoxes que implicaven sèries infinites, com les paradoxes de Zenó, van ser anteriors a Euclides. Euclides va evitar aquestes discussions, donant, per exemple, l'expressió per a les sumes parcials de la sèrie geomètrica a IX.35 sense comentar la possibilitat de deixar que el nombre de termes esdevingui infinit.